# Pušća
Pušća je općina u Hrvatskoj.

## Stanovništvo
| broj stanovnika | 1285  | 1429  | 1441  | 1530  | 1655  | 1738  | 1793  | 1943  | 1989  | 1994  | 1991  | 2033  | 2102  | 2273  | 2484  | 2700  | 2564  |
|                 | 1857. | 1869. | 1880. | 1890. | 1900. | 1910. | 1921. | 1931. | 1948. | 1953. | 1961. | 1971. | 1981. | 1991. | 2001. | 2011. | 2021. |

## Poznate osobe
- Josip Pasarić, hrvatski domoljub, planinar, književnik i novinar

## Obrazovanje
- OŠ "Pušća"

## Kultura
- KUD "Pušća"

## Šport
- NK "Pušća"
- Taekwondo klub "Plamen Pušća"
- pikado klub "Boomerang Pušća"

## Vanjske poveznice
|  | Zajednički poslužitelj ima još gradiva o temi Pušća |

- Povijest mjesta  Arhivirana inačica izvorne stranice od 4. srpnja 2007. (Wayback Machine)